# 林彬杨
林彬杨（1963年9月—），江西上饶人，汉族，中国共产党党员。中华人民共和国政治人物、第十三届全国人民代表大会江西省代表。

## 生平
1986年毕业于江西师范大学地理系地理专业；
2002年2月，任抚州市建设局局长；2002年8月，任黎川县县长；2006年5月，任中共黎川县委书记；
2011年9月，任江西省政府副秘书长（2010年2月--2011年12月在江西财经大学高级管理人员工商管理专业学习，取得高级工商管理硕士）；
2015年7月，任九江市市长；2018年3月，任中共九江市委书记；
2021年3月，任江西省发展和改革委员会副主任(正厅长级)。
2018年，林彬杨被选为江西省出席第十三届全国人民代表大会代表。